# Oudste stad van Nederland
De oudste stad van Nederland is een status die door verschillende steden wordt opgeëist. Zowel Heerlen, Maastricht, Nijmegen als Voorburg kunnen vanuit de Romeinse oudheid aanspraak maken op deze status. De titel "oudste stad van Nederland" hangt af van welke definitie men toepast. Bij de bepaling wordt meestal gekeken naar stedelijk karakter en in hoeverre een plaats ononderbroken bewoond is geweest. Daarnaast wordt het verkrijgen van Romeinse en/of middeleeuwse stadsrechten vaak als belangrijk criterium aangevoerd.

## Steden
Hier volgt een opsomming van vondsten, onderzoeken en archeologische conclusies, alfabetisch gesorteerd per stad.

### Heerlen(Coriovallum)
Romeinse aanwezigheid: circa 50 na Chr. (tot circa 450 na Chr.)

Romeinse stadsrechten: geen bewijzen

Middeleeuwse stadsrechten: niet
Sinds 2016 bestaan er aanwijzingen dat Heerlen mogelijk ouder is dan voorheen werd aangenomen en dat de Thermen van Coriovallum uit circa 70 na Chr. dateren. Archeoloog Albert van Giffen kwam al in 1948 tot de conclusie dat een doorlopend verblijf van de Romeinen in of nabij Heerlen vanaf de eerste helft van de 1e eeuw tot eind 4e, begin 5e eeuw aannemelijk was. Hij baseerde zijn conclusie op eigen en voorgaand onderzoek. De aanleg van de thermen dateerde hij rond het midden van de 1e eeuw; de verwoesting omstreeks 400. De thermen waren een openbare burgerlijke inrichting, geen militaire, omgeven door een gracht en vermoedelijk liggend in een grotere 'wisselplaats' (statio) aan een belangrijk wegenkruispunt. Bij vervolgonderzoek in 1963-65 vond archeoloog Jules Bogaers een tweetal dakpannen met inscripties, waaruit hij afleidde dat deze pas vanaf het jaar 120 konden zijn gemaakt. Daarmee schoof hij de totstandkoming van de thermen een eeuw op. In 2016-2019 leverde nieuw onderzoek en grondige bestudering van bestaand materiaal door een team van 26 internationale archeologen onder leiding van museumconservator Karen Jeneson het bewijs dat de eerste bouwfase van de thermen plaatsvond in de periode 65-73 na Chr. Daarmee is het Romeinse badhuis van Heerlen niet alleen het grootste en best bewaarde, maar ook het oudste stenen gebouw in Nederland. Volgens Jeneson was de bebouwde oppervlakte van Romeins Heerlen ongeveer twee keer zo groot als Romeins Maastricht. Mogelijk begon Coriovallum als houten dorpje en werd het later met het duurdere en duurzamere materiaal steen herbouwd.
Er zijn geen archeologische aanwijzingen dat Heerlen na de Romeinse periode bewoond bleef. De oudste schriftelijke vermelding van 'Herle' is een akte uit 1065. In de late middeleeuwen was Heerlen een deels omgrachte vesting (een 'landsfort') van beperkte omvang en betekenis. Het was een van de hoofdbanken in het Land van Valkenburg. Waarschijnlijk verkreeg de plaats nooit stadsrechten. Pas in het begin van de 20e eeuw kreeg het dorp Heerlen door de zich sterk ontwikkelende mijnindustrie weer het karakter van een stad.

### Maastricht(Trajectum ad Mosam)
Eerste nederzetting: 1e eeuw v.Chr. (Keltisch/Romeins?)

Romeinse aanwezigheid: 1e kwart 1e eeuw na Chr.

Romeinse stadsrechten: waarschijnlijk niet

Middeleeuwse stadsrechten: geleidelijk verworven (in 1284 vastgelegd)
De archeologische opgraving van een pre-Romeinse straatweg met onder andere een La Tène III aardewerk dierenkopje aan het Onze Lieve Vrouweplein (opgraving Derlon, 1983), alsmede de vondst van de eerste Romeinse weg uit 20-10 v. Chr. met scherven van gemerkt terra sigillata van rond het begin van de christelijke jaartelling (Havenstraat, 1980), zijn aanwijzingen dat de plek waar nu Maastricht ligt, al vóór de Romeinse bezetting van de Lage Landen bewoond was. Van de Oppidum Caestert op het Plateau van Caestert staat niet vast of het Keltisch of Romeins was, hoewel de locatie is voorgesteld als het Atuatuca van de Eburonen. De Keltische muntschat uit Amby (2007) getuigt mogelijk van de volkerenmoord op de Eburonen door Caesars troepen in dit gebied.
De oudste bekende vermelding van Maastricht is afkomstig van de Romeinse historicus Tacitus in diens Historiae (ca. 110 AD). Tacitus beschrijft daarin de brug over de Maas ("pontem Mosae fluminis") als de plaats waar Julius Civilis tijdens de Bataafse Opstand in 70 AD een troepenmacht van Tungri, Baetasii en Nerviërs onder leiding van Claudius Labeo versloeg.
Uit de tijd van de Romeinse bezetting zijn relatief veel overblijfselen bewaard gebleven, onder andere resten van de Romeinse brug van Maastricht (uit de 1e eeuw na Chr.), een heiligdom in Museumkelder Derlon met onder andere de Jupiterpijler van Derlon (ca. 100-150 na Chr.), een badhuis op het plein Op de Thermen (2e eeuw na Chr.) en een laat-Romeins castellum (313 na Chr.), waarvan in de loop van de 20e eeuw muurdelen, torens en poorten zijn blootgelegd. Opvallend is het grote aantal (ruim 150) brokstukken van beeldhouwwerken, merendeels opgedregd uit de Maas, waarvan enkele worden tentoongesteld in het Maastricht Museum.
Romeins Maastricht had, voor zover bekend en in tegenstelling tot Ulpia Noviomagus Batavorum (Nijmegen) en Forum Hadriani (Voorburg), geen Romeinse stadsrechten (municipium). Het was een relatief kleine nederzetting met enkele stenen gebouwen bij het bruggenhoofd op de linker Maasoever (omstreeks 270 na Chr. verwoest en daarna herbouwd als versterkte vesting) en een lintbebouwing van lemen huizen, o.a. langs de huidige Grote Staat. Ook het op de rechter Maasoever gelegen Wyck was onderdeel van Romeins Maastricht, hoewel dit deel door riviererosie grotendeels is weggespoeld. Begraafplaatsen bevonden zich ten westen van het Vrijthof en ten noorden van Wyck.
Bij archeologische opgravingen op en rondom het Vrijthof (1953-1954, 1969-1970, 1985-1989) en rondom het Onze Lieve Vrouweplein (1981-1983) zijn vondsten gedaan uit alle perioden van de vroege middeleeuwen. Hieruit blijkt dat Maastricht, in tegenstelling tot veel andere Romeinse nederzettingen, na het vertrek van de Romeinen permanent bewoond bleef. Ook de aanwezigheid van de bisschoppen van Maastricht (4e-8e eeuw), het tijdelijke verblijf van Merovingische koningen (6e en 7e eeuw) en de beschrijvingen van Maastricht als "stad Maastricht" (urbs treiectinsis) door Gregorius van Tours (eind 6e eeuw), "havenplaats" (portus) in de oudste hagiografie van Lambertus van Maastricht (ca. 730) en "plaats met veel kooplieden" (urbs) door Einhard (ca. 830) wijzen op een continue bewoningsgeschiedenis en geleidelijke stadswording. Maastricht heeft voor zover bekend nooit stadsrechten in de zin van een stadsbrief gehad; deze ontwikkelden zich door de eeuwen heen geleidelijk. Wel kreeg de stad in 1229 van hertog Hendrik I van Brabant toestemming om de bestaande aarden wal rond de stad te vervangen door een stenen stadsmuur.
Maastricht was de Nederlandse representant van het in 1994 opgerichte Most Ancient European Towns Network, een informele werkgroep van Europa's oudste steden. Andere leden zijn/waren: Tongeren (België), Worms (Duitsland), Roskilde (Denemarken), Colchester (Verenigd Koninkrijk), Cork (Ierland), Béziers (Frankrijk), Cádiz (Spanje), Évora (Portugal) en Argos (Griekenland). Het is niet bekend of deze werkgroep nog actief is.

### Nijmegen(Oppidum Batavorum / Ulpia Noviomagus Batavorum)
Eerste nederzetting: 19 v.Chr. (in 69 of 70 na Chr. afgebrand en verplaatst)

Romeinse aanwezigheid: 19 v.Chr. (gesticht door de Romeinen)

Romeinse stadsrechten: 98 na Chr.

Middeleeuwse stadsrechten: 1230
Volgens de Nijmeegse hoogleraar Romeinse archeologie Jan Kees Haalebos is er wetenschappelijk bewijs dat Nijmegen rond het jaar 98 voor de eerste keer stadsrechten heeft verkregen. De Maastrichtse stadsarcheoloog Titus Panhuysen concludeerde dat Romeins Nijmegen zelfs al in 17 na Chr. een stad moet zijn geweest, na het bestuderen van de Nijmeegse godenpijler die een erezuil zou zijn geweest voor keizer Tiberius die van 14 tot 37 na Chr. regeerde. In 2005 bleek uit onderzoek naar munten, die bij opgravingen in Nijmegen gevonden waren, dat er al in 19 v.Chr. Romeinse soldaten op  de plek waar nu Nijmegen ligt waren. 
Tijdens de opstand van de Bataven in 69/70 na Chr. werd Oppidum Batavorum, de stedelijke nederzetting die zich rond het Kelfkensbos had ontwikkeld, in brand gestoken en daarna niet meer op exact dezelfde plaats herbouwd. De stedelijke functies gingen over naar een nieuwe kern enkele kilometers westelijker, waar nu het Waterkwartier is. Deze plaats, bekend als [Ulpia] Noviomagus [Batavorum], kreeg in 98 marktrecht. Volgens Haalebos kreeg ze tegelijkertijd ook Romeinse stadsrechten. Op grond van opgravingsresultaten en wetenschappelijk onderzoek heeft Nijmegen zichzelf in 2005 tot oudste stad van Nederland uitgeroepen.

### Voorburg(Forum Hadriani)
Eerste nederzetting: rond 2700 v.Chr. (niet doorlopend bewoond)

Romeinse aanwezigheid: 47 na Chr. (vertrokken in 270 na Chr.)

Romeinse stadsrechten: 121 na Chr.

Middeleeuwse stadsrechten: niet
In 1963 concludeerde de Nijmeegse professor in de archeologie Jules Bogaers dat Voorburg de oudste stad van Nederland was. Onderzoek van een Romeinse mijlpaal (een milliarium) die bij Rijswijk was gevonden, had hem hiervan overtuigd. Voorburg heette toen Forum Hadriani, vernoemd naar keizer Publius Aelius Hadrianus. Na een vermoed bezoek van keizer Hadrianus in 121 na Chr. kreeg de plaats marktrechten.
Na het vertrek van de Romeinen omstreeks 270 na Chr. werd Voorburg pas in de 20e eeuw weer een plaats van betekenis.